# جون كريستي (سياسي)
جون كريستي (بالإنجليزية: John Christie)‏ هو سياسي بريطاني وجنوب أفريقي (وحمل سابقاً جنسية المملكة المتحدة لبريطانيا العظمى وأيرلندا)، ولد في 26 أغسطس 1883 في المملكة المتحدة، وتوفي في 10 أبريل 1953 في جوهانسبرغ في جنوب أفريقيا. حزبياً، نشط في Labour Party (South Africa) ‏.